# Macromotettix quadricarinata
Macromotettix quadricarinata är en insektsart som först beskrevs av Bolívar, I. 1898.  Macromotettix quadricarinata ingår i släktet Macromotettix och familjen torngräshoppor. Inga underarter finns listade i Catalogue of Life.